# 358P/PANSTARRS
358P/PANSTARRS, komet Enckeove vrste.  Predotkriven na snimkama teleskopa Pan-STARRS 1.